# كريستينه لانغ
كريستينه لانغ (بالألمانية: Christine Lang)‏ هي أستاذة جامعية ألمانية، ولدت في 23 ديسمبر 1957 في بوخوم في ألمانيا.